# Svět přírody
Svět přírody (anglicky Natural World) je nejdéle vysílaným britským dokumentárním seriálem vůbec. Byl založen v roce 1967 a podílí se na něm přírodovědný publicista David Attenborough. V té době byl kontrolorem na BBC Two a pomohl pořad založit. V současné době}[kdy?] je vysíláno 14 epizod za rok. Editorem seriálu je Tim Martin. Svět přírody získal různé ceny, např. „The Call of Kakadu“ v roce 1995 a „Earth Pilgrim“ v roce 2008. 

## Epizody

### 1984 – 1985
- Plight of the Bumble-Bee
- Beneath the Keel

### 1989
- Splashdown

### 1991
- Sharks: On Their Best Behaviour

### 1992 – 1993
- Sanctuaries of Defense
- Echo of the Elephants

### 1993 – 1994
- Island of the Ghost Bear
- Pandas on the Sleeping Dragon

### 1995 – 1996
- Echo of the Elephants: the next generation
- Fifi's Boys: A story of wild chimpanzees
- Lions – Pride in Peril
- Bowerbird: Boy from the Australian Forest

### 1996 – 1997
- Mara Nights
- Mandrills: Painted Faces of the Forest
- Wolves and Bufallo: An Ancient Alliance
- New Guinea: An island Apart
- Postcards from the Past
- People of the Sea
- Sperm Whales: Back from Abbys

### 1997 – 1998
- The Wild Dog's Last Stand
- Jungle Nights
- Paracas and the Billion Dollar Birds
- On The Path of the Reindleer
- The Secret Garden
- The Lost Lands of Scilly
- Fire and Ice
- Borneo: island in the Clouds

### 1998 – 1999
- Swamp Hogs
- The Fatal Flower
- Impossible Journeys
- Everglades: To Hell And Back
- Tough ducks
- The Man-Eaters of Tsavo

### 1999 – 2000
- Riddle of the Right Whale
- Millenium Oak
- The Wolf's Returns
- Crater: Africa Predator Paradise?
- Salmon: The Silver Tide
- Claws
- Hokkaido: Garden of the Gods

### 2000 – 2001
- Otters in the Stream Life
- Deadly Vipers
- Big Red Roods
- Hippo Beach
- Timeless Thames

### 2001 – 2002
- The Lost Elephants of Timbutku
- Hotel Helicornia
- Top Bat
- War Wrecs of the Coral Seas
- A Wild Dog's Story

### 2002 – 2003
- Danger in Tiger Paradise
- My Halcion River
- The Elephant, the emperor and the buterfly tree
- Meerkats – Part of the Team

### 2003 – 2004
- Elephant Cave
- Five Owl Farm
- A Moose Named Madeline
- The Amber Time Machine
- Ice Age Death Trap
- Ireland: Sculpted Isle

### 2004 – 2005
- Norfolk Broads: The Fall and Rise of great Swamp
- Hammerhead
- The Wild Wood
- Echo of the Elephants: The Final Chapter? I.
- Echo of the Elephants: The Final Chapter? II.
- A Boy Among Polar Bears
- Land of the Falling Lakes
- Shark Coast
- Mississippi: Tales of the Last River Rat

### 2005 – 2006
- Eagle Island
- Wild Harvest
- The King Cobra and I
- Australia: Taking the Heat
- The Queen of Trees
- And Attack

### 2006 – 2007
- Pouštní lvi – Desert Lions
- The Last Lions of India
- On the Trail of Tarka
- Zachraňte tygra – Battle to Save the Tiger
- Buddha, včely a královna sršní mandarinských – Buddha, Bees and the Giant Hornet Queen
- Hawaii: Message in the Waves
- Toki's Tale
- Invasion of the Crocodiles
- The Bloodhound and the Beardie
- Saving Our Seabirds
- Bear Man of Kamchatka
- Moose and the Loose
- Rainforest for Future
- Wye: Voices From The Valley
- A Turtle's Guide to Pacific
- Satoyama: Japan's Secret Water Garden

### 2007 – 2008
- Snow Leopard – Beyond the Myth
- Raising Sancho
- Earth Pilgrim – A Year on Dartmoor
- Kořist tygra – Tiger Kill
- Bílý raroh, bílý vlk – White Falcon, White Wolf
- Saved by Dolphins
- Badgers – Secret of the Sett
- Spacechimp
- Sloni: Kočovníci pouště Namib – Elephant Nomads of the Namib Desert
- Reindeer Girls
- Moose In The Glen
- Naabi – A hyena princess
- Spectactled Bears: Shadows of the Forest
- Superfish
- Lobo

### 2008 – 2009
- Titus: Gorilí král – Titus: The Gorilla King
- Žralok velrybí – Whale Shark
- Chytré opice – Clever Monkeys
- Špatné zprávy pro krokodýla – Crocodile Blues
- Cork – On the Wild Side
- Velký bílý žralok – Great White Shark: A Living Legend
- Kukačka – Cuckoo
- Pohoří monzunů – The Mountains of the Monsoon
- Medvědi na severním pólu – Bears on Top of the World
- Man-eating Tigers of the Sundarbans
- Elephants Without Borders
- Sněžné opice – Snow Monkeys
- Cassowaries
- A Farm For The Future
- Iron Curtain, Ribbon of Life
- Uakari: Secrets of the English Monkey

### 2009 – 2010
- Baribalové severních lesů – Bearwalker of the Northwoods
- Victoria Falls – The Smoke that Thunders
- Andrea – Queen of Mantas
- Mamba černá: Smrtící hrozba – Black Mamba, White Witch
- Bringing Up Baby
- A Highland Haven
- Rádio Gibon – Radio Gibbon
- Rajky – Birds Of Paradise
- The Secret Leopards
- The Chimpcam Project
- Praire Dogs: Talk of the Town
- The Wild Places of Essex
- A Killerwhale Called Luna
- Forest Elephants – Rumbles in the Jungle

### 2010 – 2011
- The Monkey-Eating Eagle of the Orinoco
- Echo – An Unforgettable Elephant
- Sea Otters – a Million Dollar Baby
- The Himalayas
- Africa's Dragon Mountain
- The Dolphins of Shark Bay
- Panda Makers
- Butterflies: A Very British Obsession
- Miracle in the Marshes of Iraq
- Elsa: The Lioness that Changed the World
- Chimps of the Lost Gorge
- A Tiger Called Broken Tail
- One Million Snake Bites
- The Last Grizzly of Paradise Valley

### 2011 – 2012
- Život s divokými krocany – My Life as a Turkey
- Empire of the Desert Ants
- Heligan: Secrets of the Lost Gardens
- Komodo - Secrets of the Dragon
- S kosatkami pod hladinou – The Woman Who Swims with Killer Whales
- Animal House
- Jungle Gremlins of Java
- Tiger Dynasty
- Grizzlies of Alaska
- Madagascar, Lemurs and Spies
- Zambezi
- Killer Bees of Africa
- The Real Jungle Book Bear
- Unnatural History of London